# Tito Flavio Clemente
Tito Flavio Clemente  (m. 95) fue un político romano del siglo I perteneciente a la dinastía Flavia. Está considerado tradicionalmente cristiano.

## Familia
Clemente fue miembro de los Flavios Sabinos, una familia de la gens Flavia que gobernó el Estado romano entre los años 69 y 96. Fue hijo de Tito Flavio Sabino y una hija de Marco Arrecino Clemente. Casó con Flavia Domitila, sobrina del emperador Domiciano, con quien tuvo siete hijos. El emperador adoptó a dos de ellos para ser sus herederos, les dio los nombres de Tito Flavio Domiciano y Tito Flavio Vespasiano y confió su educación a Quintiliano. Se desconoce su destino tras el asesinato de Domiciano.

## Carrera pública
Clemente fue escogido por Domiciano para ser su colega en el consulado ordinario del año 95, que ejerció hasta el 1 de mayo. Poco después fue acusado de ateísmo y ejecutado. Su esposa fue exiliada a la isla de Pandataria.

## Cristianismo
Aunque Clemente está considerado tradicionalmente cristiano, no hay pruebas firmes que lo demuestren. El cargo por el que fue ejecutado, ateísmo y modos judíos, puede ocultar una conversión al cristianismo; su completissima inertia, representar un aspecto de las ideas cristianas del siglo I. Sin embargo, no fue hasta el siglo VIII que Clemente fue considerado cristiano por primera vez. Algunas tradiciones judías relativas a ciertos Kalónimo, miembro de los Flavios, y Ketiah bar Shalom, senador ejecutado por judaísmo, podrían relacionarse con Clemente. Clemente está incluido entre los santos de la Iglesia cristiana.